# Canso (cratère)
Pour les articles homonymes, voir Canso.
Canso est un cratère d'impact de 27 km de diamètre situé sur la planète Mars par 21,37° N et 299,3° E, au nord-est du quadrangle de Lunae Palus. Il se trouve à environ 450 km à l'ouest de l'atterrisseur de la sonde Viking 1.
Situé au sud de Kasei Valles, il présente une auréole d'éjectas caractéristiques des impacts sur terrain riche en composés volatils.
Le cratère est nommé d'après  Canso, un village de pêcheurs de Nouvelle-Écosse.
Son nom lui fut officiellement attribué par l'UAI (Union astronomique internationale) et le Groupe de travail sur la nomenclature du système planétaire (Working Group on Planetary System Nomenclature) en 1988.